# Marquinhos (calciatore 1994)
Marcos Aoás Corrêa, noto come Marquinhos (San Paolo, 14 maggio 1994), è un calciatore brasiliano, difensore del Paris Saint-Germain, di cui è capitano, e della nazionale brasiliana, con cui è diventato campione del Sud America nel 2019.

## Caratteristiche tecniche
Considerato uno dei migliori difensori della sua generazione, è un difensore centrale veloce ed estremamente elegante nell'impostazione, ha nell'anticipo e nella rapidità nei recuperi sugli avversari le sue doti migliori. In passato ha giocato anche da terzino, mentre durante la panchina di Thomas Tuchel al PSG, è stato spesso impiegato come centrocampista difensivo.

## Carriera

### Club

#### Corinthians
Marquinhos è cresciuto nelle giovanili del Corinthians ed è poi stato convocato in prima squadra per il precampionato 2011. Nei primi mesi del 2012 è tornato nelle giovanili per partecipare alla Copa São Paulo de Futebol Júnior, poi vinta. Dopo la conquista della coppa è rientrato nella prima squadra, vincendo il 4 luglio la Coppa Libertadores contro il Boca Juniors. Il Corinthians non l'aveva mai vinta prima. Marcos è considerato da molti uno dei migliori giovani in Brasile e viene inserito nella lista riserve del team per le Olimpiadi di Londra.

#### Roma
Il 21 agosto 2012, a 18 anni, passa alla Roma in prestito per € 1,5 milioni con diritto di riscatto. L'accordo prevede un'opzione per il trasferimento a titolo definitivo, all'ottava presenza del calciatore in gare ufficiali della prima squadra, disputate per un minimo di 45 minuti ciascuna, per un valore pari a € 3 milioni.
Il 16 settembre 2012 fa il suo esordio ufficiale con la maglia giallorossa, nella gara persa in casa 3-2 contro il Bologna. Il 7 ottobre 2012 gioca la sua prima da titolare in serie A nella partita vinta 2-0 contro l'Atalanta. Dopo aver disputato la gara contro il Torino, l'ottava presenza in cui ha giocato almeno 45 minuti, è presente in campo anche nella finale di coppa Italia persa contro la Lazio.

#### Paris Saint-Germain

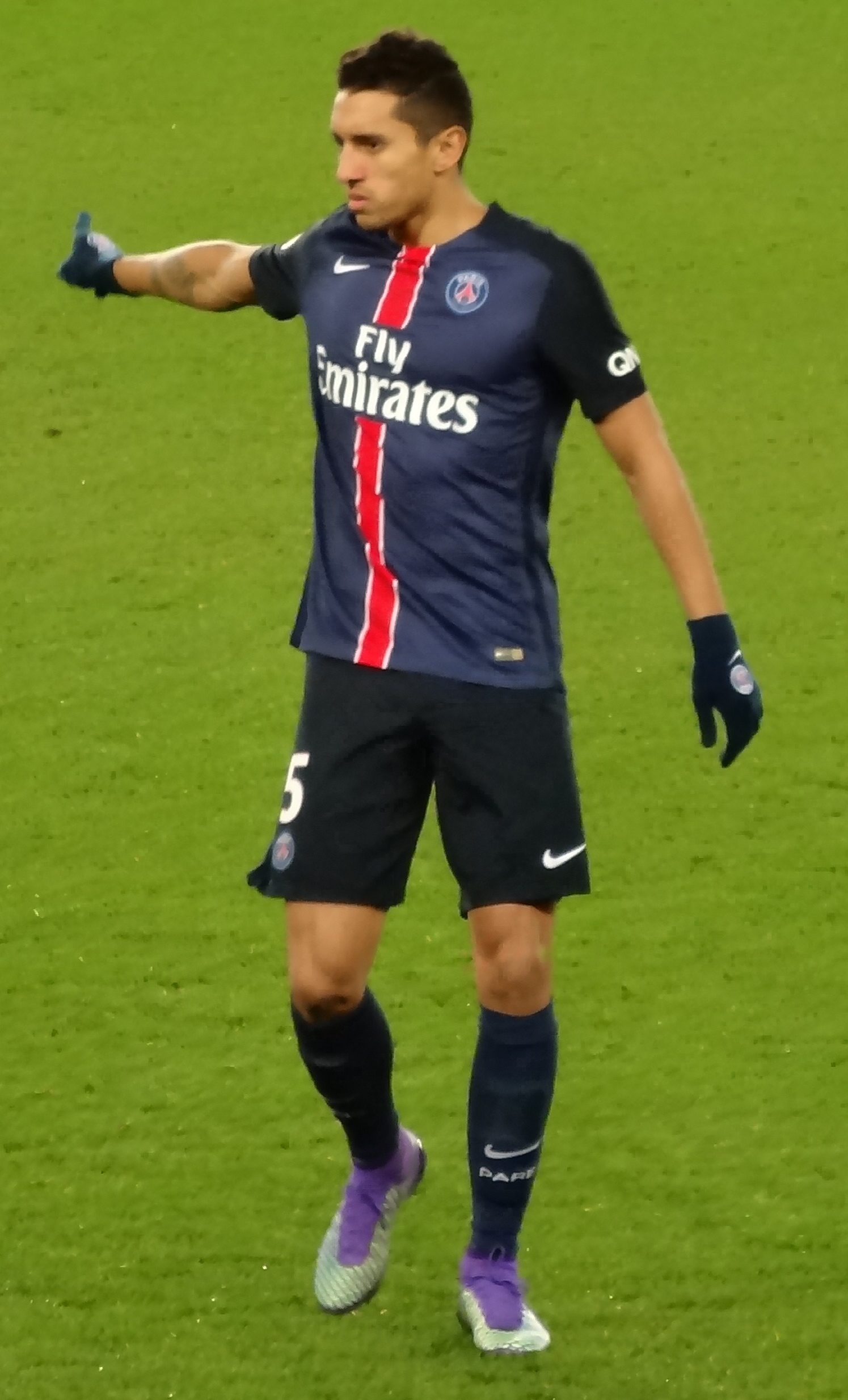
Marquinhos al Paris Saint-Germain nel 2016.

Il 19 luglio 2013 passa per 31,4 milioni di euro al Paris Saint-Germain, legandosi ai francesi per mezzo di un contratto di cinque anni. Il 3 agosto ottiene il suo primo trofeo con la squadra francese, battendo il Bordeaux nella sfida valevole per la Supercoppa di Francia. Esordisce nelle competizioni europee il 17 settembre 2013 contro l'Olympiacos. Nel corso dello stesso incontro mette a segno la sua prima rete in carriera.
Il 19 aprile 2014 si aggiudica la Coppa di Lega. A questo successo seguirà quello della Ligue 1.
Nella seconda stagione con l'arrivo del difensore David Luiz dal Chelsea non trova sempre il posto da titolare. Trova il primo gol il 19 settembre 2014 nella vittoria esterna per 2-0 sul campo del Caen. Con l'infortunio del compagno Thiago Silva trova il posto da titolare al fianco del nuovo compagno David Luiz. Il 5 aprile 2015 trova il secondo gol stagionale nel "Classico di Francia" giocata allo stadio Velodrome contro il Marsiglia nella partita vinta 3-2 dai parigini. Conclude la stagione con 42 presenze e 2 gol in totale tra tutte le competizioni.
Inizia la nuova stagione con la vittoria del Trophee des Champions nella gara giocata in Canada e vinta 2-0 contro il Lione. La prima presenza stagionale arriva il 30 agosto nel big match giocato in trasferta contro il Monaco. La partita terminerà sul punteggio di 3-0. In Champions League trova la prima presenza nel big match giocato al Parco dei Principi contro il Real Madrid terminato con il punteggio di 1-0. Il 2 marzo 2016 trova il primo gol stagionale nei quarti di finale della Coppe di Francia, nella partita vinta 3-1 in trasferta sul Saint-Étienne.
Negli anni ha avuto una crescita esponenziale che lo ha portato a prendersi il posto da titolare e a contribuire agli ottimi risultati della squadra parigina. Apice della sua esperienza francese è stata la finale di Champions League 2019-2020, persa contro il Bayern Monaco con il risultato di 1-0. Complice l'addio di Thiago Silva, Marquinhos diventa il capitano del PSG dalla stagione 2020-2021.
Il 10 aprile 2024, in occasione del match valido per gli ottavi di finale di Champions League contro il Barcellona, gioca la partita numero 436 con la maglia dei parigini, superando Jean-Marc Pilorget e divenendo il calciatore con più presenze nella storia del Paris Saint-Germain.

### Nazionale
Inizialmente inserito nella lista dei convocati del commissario tecnico Emerson Ávila in vista del campionato sudamericano Under-20, viene poi rimosso a causa della volontà della Roma, che in accordo con la federazione ne impedisce la partenza.
Non essendo mai stato preso in considerazione dall'allora CT della nazionale maggiore Felipe Scolari, Marquinhos aprì alla possibilità di valutare un'eventuale convocazione da parte della nazionale portoghese, in virtù della sua acquisita doppia cittadinanza.
Da ultimo fece il suo debutto nella nazionale maggiore il 15 novembre 2013, a 19 anni, subentrando al minuto 72º nell'amichevole vinta contro l'Honduras, ma non prese parte ai Mondiali di calcio l'anno successivo.
Viene convocato per la Copa América 2015, e un anno più tardi per quella del Centenario negli Stati Uniti e, nello stesso anno per le Olimpiadi 2016 in Brasile. Il 10 ottobre 2017 indossa per la prima volta la fascia da capitano nel 3-0 contro il Cile. Due anni più tardi viene convocato per i Mondiali 2018, in cui gioca solo pochi minuti negli ottavi contro il Messico.
Il 12 settembre 2018 segna il suo primo gol in Nazionale maggiore segnando la rete del definitivo 5-0 in amichevole contro El Salvador.
Convocato per la Copa América 2019, questa volta è titolare al centro della difesa con Thiago Silva, e portando la squadra in finale con buone prestazioni, di cui una in semifinale contro l'Argentina in cui ha effettuato una buona marcatura su Leo Messi, nonostante fosse in condizioni precarie, tanto che al 64' è stato sostituito da Miranda. Torna comunque in campo nella finale, poi vinta dai verdeoro 3-1 sul Perù, che vincono così la competizione per la prima volta dopo 12 anni.
Nella Coppa del Mondo di Qatar 2022 la nazionale brasiliana raggiunge i quarti di finale contro la Croazia, arrivando a disputare i calci di rigore dopo l'1-1 maturato nei tempi supplementari. Marquinhos è uno dei due rigoristi a fallire il tiro dal dischetto, con la Croazia che si impone per 4-2.

## Statistiche

### Presenze e reti nei club
Statistiche aggiornate al 13 agosto 2025.
| Stagione                   | Squadra                    | Campionato                 | Campionato | Campionato | Coppe nazionali | Coppe nazionali | Coppe nazionali | Coppe continentali | Coppe continentali | Coppe continentali | Altre coppe | Altre coppe | Altre coppe | Totale | Totale |
| Stagione                   | Squadra                    | Comp                       | Pres       | Reti       | Comp            | Pres            | Reti            | Comp               | Pres               | Reti               | Comp        | Pres        | Reti        | Pres   | Reti   |
| -------------------------- | -------------------------- | -------------------------- | ---------- | ---------- | --------------- | --------------- | --------------- | ------------------ | ------------------ | ------------------ | ----------- | ----------- | ----------- | ------ | ------ |
| gen. -ago.2012             | Corinthians                | A1/SP+A                    | 8+6        | 0          | -               | -               | -               | CL                 | 0                  | 0                  | -           | -           | -           | 14     | 0      |
| 2012-2013                  | Roma                       | A                          | 26         | 0          | CI              | 4               | 0               | -                  | -                  | -                  | -           | -           | -           | 30     | 0      |
| 2013-2014                  | Paris Saint-Germain        | L1                         | 21         | 2          | CF+CdL          | 1+2             | 0               | UCL                | 8                  | 3                  | SF          | 0           | 0           | 32     | 5      |
| 2014-2015                  | Paris Saint-Germain        | L1                         | 25         | 2          | CF+CdL          | 5+4             | 0               | UCL                | 7                  | 0                  | SF          | 1           | 0           | 42     | 2      |
| 2015-2016                  | Paris Saint-Germain        | L1                         | 29         | 1          | CF+CdL          | 5+3             | 1+0             | UCL                | 6                  | 0                  | SF          | 0           | 0           | 43     | 2      |
| 2016-2017                  | Paris Saint-Germain        | L1                         | 29         | 3          | CF+CdL          | 5+2             | 1+0             | UCL                | 8                  | 0                  | SF          | 0           | 0           | 44     | 4      |
| 2017-2018                  | Paris Saint-Germain        | L1                         | 26         | 0          | CF+CdL          | 3+3             | 1+1             | UCL                | 8                  | 0                  | SF          | 1           | 0           | 41     | 2      |
| 2018-2019                  | Paris Saint-Germain        | L1                         | 30         | 3          | CF+CdL          | 4+2             | 0               | UCL                | 7                  | 1                  | SF          | 1           | 0           | 44     | 4      |
| 2019-2020                  | Paris Saint-Germain        | L1                         | 19         | 3          | CF+CdL          | 2+4             | 0+1             | UCL                | 11                 | 2                  | SF          | 1           | 0           | 37     | 6      |
| 2020-2021                  | Paris Saint-Germain        | L1                         | 25         | 3          | CF              | 4               | 0               | UCL                | 10                 | 3                  | SF          | 1           | 0           | 40     | 6      |
| 2021-2022                  | Paris Saint-Germain        | L1                         | 32         | 5          | CF              | 0               | 0               | UCL                | 8                  | 0                  | SF          | 0           | 0           | 40     | 5      |
| 2022-2023                  | Paris Saint-Germain        | L1                         | 33         | 2          | CF              | 2               | 0               | UCL                | 8                  | 0                  | SF          | 1           | 0           | 44     | 2      |
| 2023-2024                  | Paris Saint-Germain        | L1                         | 21         | 0          | CF              | 4               | 0               | UCL                | 10                 | 0                  | SF          | 1           | 0           | 36     | 0      |
| 2024-2025                  | Paris Saint-Germain        | L1                         | 22         | 2          | CF              | 3               | 1               | UCL                | 16                 | 0                  | SF+Cmc      | 1+4         | 0           | 46     | 3      |
| 2025-2026                  | Paris Saint-Germain        | L1                         | 0          | 0          | CF              | 0               | 0               | UCL                | -                  | -                  | SU          | 1           | 0           | 1      | 0      |
| Totale Paris Saint-Germain | Totale Paris Saint-Germain | Totale Paris Saint-Germain | 312        | 26         |                 | 58              | 6               |                    | 107                | 9                  |             | 13          | 0           | 490    | 41     |
| Totale carriera            | Totale carriera            | Totale carriera            | 352        | 26         |                 | 62              | 6               |                    | 107                | 9                  |             | 13          | 0           | 535    | 41     |

### Cronologia presenze e reti in nazionale
| Cronologia completa delle presenze e delle reti in nazionale ― Brasile | Cronologia completa delle presenze e delle reti in nazionale ― Brasile | Cronologia completa delle presenze e delle reti in nazionale ― Brasile | Cronologia completa delle presenze e delle reti in nazionale ― Brasile | Cronologia completa delle presenze e delle reti in nazionale ― Brasile | Cronologia completa delle presenze e delle reti in nazionale ― Brasile | Cronologia completa delle presenze e delle reti in nazionale ― Brasile | Cronologia completa delle presenze e delle reti in nazionale ― Brasile |
| Data                                                                   | Città                                                                  | In casa                                                                | Risultato                                                              | Ospiti                                                                 | Competizione                                                           | Reti                                                                   | Note                                                                   |
| ---------------------------------------------------------------------- | ---------------------------------------------------------------------- | ---------------------------------------------------------------------- | ---------------------------------------------------------------------- | ---------------------------------------------------------------------- | ---------------------------------------------------------------------- | ---------------------------------------------------------------------- | ---------------------------------------------------------------------- |
| 16-11-2013                                                             | Miami Gardens                                                          | Honduras                                                               | 0 – 5                                                                  | Brasile                                                                | Amichevole                                                             | -                                                                      | 72’                                                                    |
| 5-9-2014                                                               | Miami Gardens                                                          | Brasile                                                                | 1 – 0                                                                  | Colombia                                                               | Amichevole                                                             | -                                                                      | 80’                                                                    |
| 9-9-2014                                                               | East Rutherford                                                        | Brasile                                                                | 1 – 0                                                                  | Ecuador                                                                | Amichevole                                                             | -                                                                      |                                                                        |
| 18-11-2014                                                             | Vienna                                                                 | Austria                                                                | 1 – 2                                                                  | Brasile                                                                | Amichevole                                                             | -                                                                      | 90+2’                                                                  |
| 10-6-2015                                                              | Porto Alegre                                                           | Brasile                                                                | 1 – 0                                                                  | Honduras                                                               | Amichevole                                                             | -                                                                      | 75’                                                                    |
| 21-6-2015                                                              | Santiago del Cile                                                      | Brasile                                                                | 2 – 1                                                                  | Venezuela                                                              | Coppa America 2015 - 1º turno                                          | -                                                                      | 76’                                                                    |
| 9-9-2015                                                               | Foxborough                                                             | Stati Uniti                                                            | 1 – 4                                                                  | Brasile                                                                | Amichevole                                                             | -                                                                      | 23’                                                                    |
| 9-10-2015                                                              | Santiago del Cile                                                      | Cile                                                                   | 2 – 0                                                                  | Brasile                                                                | Qual. Mondiali 2018                                                    | -                                                                      | 35’                                                                    |
| 13-10-2015                                                             | Fortaleza                                                              | Brasile                                                                | 3 – 1                                                                  | Venezuela                                                              | Qual. Mondiali 2018                                                    | -                                                                      |                                                                        |
| 5-6-2016                                                               | Pasadena                                                               | Ecuador                                                                | 0 – 0                                                                  | Brasile                                                                | Coppa America Centenario - 1º turno                                    | -                                                                      |                                                                        |
| 8-6-2016                                                               | Orlando                                                                | Brasile                                                                | 7 – 1                                                                  | Haiti                                                                  | Coppa America Centenario - 1º turno                                    | -                                                                      |                                                                        |
| 1-9-2016                                                               | Quito                                                                  | Ecuador                                                                | 0 – 3                                                                  | Brasile                                                                | Qual. Mondiali 2018                                                    | -                                                                      |                                                                        |
| 6-9-2016                                                               | Manaus                                                                 | Brasile                                                                | 2 – 1                                                                  | Colombia                                                               | Qual. Mondiali 2018                                                    | -                                                                      |                                                                        |
| 6-10-2016                                                              | Natal                                                                  | Brasile                                                                | 5 – 0                                                                  | Bolivia                                                                | Qual. Mondiali 2018                                                    | -                                                                      |                                                                        |
| 11-10-2016                                                             | Mérida                                                                 | Venezuela                                                              | 0 – 2                                                                  | Brasile                                                                | Qual. Mondiali 2018                                                    | -                                                                      |                                                                        |
| 10-11-2016                                                             | Belo Horizonte                                                         | Brasile                                                                | 3 – 0                                                                  | Argentina                                                              | Qual. Mondiali 2018                                                    | -                                                                      |                                                                        |
| 15-11-2016                                                             | Lima                                                                   | Perù                                                                   | 0 – 2                                                                  | Brasile                                                                | Qual. Mondiali 2018                                                    | -                                                                      |                                                                        |
| 23-3-2017                                                              | Montevideo                                                             | Uruguay                                                                | 1 – 4                                                                  | Brasile                                                                | Qual. Mondiali 2018                                                    | -                                                                      |                                                                        |
| 28-3-2017                                                              | San Paolo                                                              | Brasile                                                                | 3 – 0                                                                  | Paraguay                                                               | Qual. Mondiali 2018                                                    | -                                                                      | 46’                                                                    |
| 1-9-2017                                                               | Porto Alegre                                                           | Brasile                                                                | 2 – 0                                                                  | Ecuador                                                                | Qual. Mondiali 2018                                                    | -                                                                      |                                                                        |
| 5-9-2017                                                               | Barranquilla                                                           | Colombia                                                               | 1 – 1                                                                  | Brasile                                                                | Qual. Mondiali 2018                                                    | -                                                                      |                                                                        |
| 5-10-2017                                                              | La Paz                                                                 | Bolivia                                                                | 0 – 0                                                                  | Brasile                                                                | Qual. Mondiali 2018                                                    | -                                                                      | 29’                                                                    |
| 10-10-2017                                                             | San Paolo                                                              | Brasile                                                                | 3 – 0                                                                  | Cile                                                                   | Qual. Mondiali 2018                                                    | -                                                                      | cap.                                                                   |
| 14-11-2017                                                             | Londra                                                                 | Inghilterra                                                            | 0 – 0                                                                  | Brasile                                                                | Amichevole                                                             | -                                                                      |                                                                        |
| 3-6-2018                                                               | Liverpool                                                              | Brasile                                                                | 2 – 0                                                                  | Croazia                                                                | Amichevole                                                             | -                                                                      | 65’                                                                    |
| 10-6-2018                                                              | Vienna                                                                 | Austria                                                                | 0 – 3                                                                  | Brasile                                                                | Amichevole                                                             | -                                                                      | 60’                                                                    |
| 2-7-2018                                                               | Samara                                                                 | Brasile                                                                | 2 – 0                                                                  | Messico                                                                | Mondiali 2018 - Ottavi di finale                                       | -                                                                      | 90+1’                                                                  |
| 7-9-2018                                                               | East Rutherford                                                        | Stati Uniti                                                            | 0 – 2                                                                  | Brasile                                                                | Amichevole                                                             | -                                                                      |                                                                        |
| 11-9-2018                                                              | Landover                                                               | Brasile                                                                | 5 – 0                                                                  | El Salvador                                                            | Amichevole                                                             | 1                                                                      |                                                                        |
| 12-10-2018                                                             | Riad                                                                   | Arabia Saudita                                                         | 0 – 2                                                                  | Brasile                                                                | Amichevole                                                             | -                                                                      |                                                                        |
| 16-10-2018                                                             | Gedda                                                                  | Brasile                                                                | 1 – 0                                                                  | Argentina                                                              | Amichevole                                                             | -                                                                      |                                                                        |
| 16-11-2018                                                             | Londra                                                                 | Brasile                                                                | 1 – 0                                                                  | Uruguay                                                                | Amichevole                                                             | -                                                                      |                                                                        |
| 20-11-2018                                                             | Milton Keynes                                                          | Brasile                                                                | 1 – 0                                                                  | Camerun                                                                | Amichevole                                                             | -                                                                      |                                                                        |
| 26-3-2019                                                              | Praga                                                                  | Rep. Ceca                                                              | 1 – 3                                                                  | Brasile                                                                | Amichevole                                                             | -                                                                      |                                                                        |
| 6-6-2019                                                               | Brasilia                                                               | Brasile                                                                | 2 – 0                                                                  | Qatar                                                                  | Amichevole                                                             | -                                                                      |                                                                        |
| 9-6-2019                                                               | Porto Alegre                                                           | Brasile                                                                | 7 – 0                                                                  | Honduras                                                               | Amichevole                                                             | -                                                                      | 46’                                                                    |
| 14-6-2019                                                              | San Paolo                                                              | Brasile                                                                | 3 – 0                                                                  | Bolivia                                                                | Coppa America 2019 - 1º turno                                          | -                                                                      |                                                                        |
| 18-6-2019                                                              | Salvador                                                               | Brasile                                                                | 0 – 0                                                                  | Venezuela                                                              | Coppa America 2019 - 1º turno                                          | -                                                                      |                                                                        |
| 22-6-2019                                                              | San Paolo                                                              | Perù                                                                   | 0 – 5                                                                  | Brasile                                                                | Coppa America 2019 - 1º turno                                          | -                                                                      |                                                                        |
| 27-6-2019                                                              | Porto Alegre                                                           | Brasile                                                                | 0 – 0 (4 – 3 dtr)                                                      | Paraguay                                                               | Coppa America 2019 - Quarti di finale                                  | -                                                                      |                                                                        |
| 2-7-2019                                                               | Belo Horizonte                                                         | Brasile                                                                | 2 – 0                                                                  | Argentina                                                              | Coppa America 2019 - Semifinale                                        | -                                                                      | 64’                                                                    |
| 7-7-2019                                                               | Rio de Janeiro                                                         | Brasile                                                                | 3 – 1                                                                  | Perù                                                                   | Coppa America 2019 - Finale                                            | -                                                                      |                                                                        |
| 7-9-2019                                                               | Miami Gardens                                                          | Brasile                                                                | 2 – 2                                                                  | Colombia                                                               | Amichevole                                                             | -                                                                      |                                                                        |
| 10-9-2019                                                              | Los Angeles                                                            | Brasile                                                                | 0 – 1                                                                  | Perù                                                                   | Amichevole                                                             | -                                                                      |                                                                        |
| 10-10-2019                                                             | Singapore                                                              | Brasile                                                                | 1 – 1                                                                  | Senegal                                                                | Amichevole                                                             | -                                                                      | 45’                                                                    |
| 13-10-2019                                                             | Singapore                                                              | Brasile                                                                | 1 – 1                                                                  | Nigeria                                                                | Amichevole                                                             | -                                                                      |                                                                        |
| 19-11-2019                                                             | Abu Dhabi                                                              | Brasile                                                                | 3 – 0                                                                  | Corea del Sud                                                          | Amichevole                                                             | -                                                                      | cap.                                                                   |
| 9-10-2020                                                              | San Paolo                                                              | Brasile                                                                | 5 – 0                                                                  | Bolivia                                                                | Qual. Mondiali 2022                                                    | 1                                                                      |                                                                        |
| 13-10-2020                                                             | Lima                                                                   | Perù                                                                   | 2 – 4                                                                  | Brasile                                                                | Qual. Mondiali 2022                                                    | -                                                                      |                                                                        |
| 13-11-2020                                                             | San Paolo                                                              | Brasile                                                                | 1 – 0                                                                  | Venezuela                                                              | Qual. Mondiali 2022                                                    | -                                                                      |                                                                        |
| 17-11-2020                                                             | Montevideo                                                             | Uruguay                                                                | 0 – 2                                                                  | Brasile                                                                | Qual. Mondiali 2022                                                    | -                                                                      | 90+1’                                                                  |
| 3-6-2021                                                               | Porto Alegre                                                           | Brasile                                                                | 2 – 0                                                                  | Ecuador                                                                | Qual. Mondiali 2022                                                    | -                                                                      |                                                                        |
| 8-6-2021                                                               | Asunción                                                               | Paraguay                                                               | 0 – 2                                                                  | Brasile                                                                | Qual. Mondiali 2022                                                    | -                                                                      |                                                                        |
| 13-6-2021                                                              | Brasilia                                                               | Brasile                                                                | 3 – 0                                                                  | Venezuela                                                              | Coppa America 2021 - 1º turno                                          | 1                                                                      |                                                                        |
| 23-6-2021                                                              | Rio de Janeiro                                                         | Brasile                                                                | 2 – 1                                                                  | Colombia                                                               | Coppa America 2021 - 1º turno                                          | -                                                                      |                                                                        |
| 27-6-2021                                                              | Goiânia                                                                | Brasile                                                                | 1 – 1                                                                  | Ecuador                                                                | Coppa America 2021 - 1º turno                                          | -                                                                      | cap.                                                                   |
| 2-7-2021                                                               | Rio de Janeiro                                                         | Brasile                                                                | 1 – 0                                                                  | Cile                                                                   | Coppa America 2021 - Quarti di finale                                  | -                                                                      |                                                                        |
| 5-7-2021                                                               | Rio de Janeiro                                                         | Brasile                                                                | 1 – 0                                                                  | Perù                                                                   | Coppa America 2021 - Semifinale                                        | -                                                                      |                                                                        |
| 10-7-2021                                                              | Rio de Janeiro                                                         | Argentina                                                              | 1 – 0                                                                  | Brasile                                                                | Coppa America 2021 - Finale                                            | -                                                                      | 86’                                                                    |
| 2-9-2021                                                               | Santiago del Cile                                                      | Cile                                                                   | 0 – 1                                                                  | Brasile                                                                | Qual. Mondiali 2022                                                    | -                                                                      | 84’                                                                    |
| 7-10-2021                                                              | Caracas                                                                | Venezuela                                                              | 1 – 3                                                                  | Brasile                                                                | Qual. Mondiali 2022                                                    | 1                                                                      | 60’                                                                    |
| 10-10-2021                                                             | Barranquilla                                                           | Colombia                                                               | 0 – 0                                                                  | Brasile                                                                | Qual. Mondiali 2022                                                    | -                                                                      | cap.                                                                   |
| 11-11-2021                                                             | San Paolo                                                              | Brasile                                                                | 1 – 0                                                                  | Colombia                                                               | Qual. Mondiali 2022                                                    | -                                                                      |                                                                        |
| 16-11-2021                                                             | San Juan                                                               | Argentina                                                              | 0 – 0                                                                  | Brasile                                                                | Qual. Mondiali 2022                                                    | -                                                                      | cap.                                                                   |
| 1-2-2022                                                               | Belo Horizonte                                                         | Brasile                                                                | 4 – 0                                                                  | Paraguay                                                               | Qual. Mondiali 2022                                                    | -                                                                      |                                                                        |
| 24-3-2022                                                              | Rio de Janeiro                                                         | Brasile                                                                | 4 – 0                                                                  | Cile                                                                   | Qual. Mondiali 2022                                                    | -                                                                      |                                                                        |
| 29-3-2022                                                              | La Paz                                                                 | Bolivia                                                                | 0 – 4                                                                  | Brasile                                                                | Qual. Mondiali 2022                                                    | -                                                                      |                                                                        |
| 2-6-2022                                                               | Seul                                                                   | Corea del Sud                                                          | 1 – 5                                                                  | Brasile                                                                | Amichevole                                                             | -                                                                      |                                                                        |
| 6-6-2022                                                               | Tokyo                                                                  | Giappone                                                               | 0 – 1                                                                  | Brasile                                                                | Amichevole                                                             | -                                                                      |                                                                        |
| 23-9-2022                                                              | Le Havre                                                               | Brasile                                                                | 3 – 0                                                                  | Ghana                                                                  | Amichevole                                                             | 1                                                                      |                                                                        |
| 27-9-2022                                                              | Parigi                                                                 | Brasile                                                                | 5 – 1                                                                  | Tunisia                                                                | Amichevole                                                             | -                                                                      | 78’                                                                    |
| 24-11-2022                                                             | Lusail                                                                 | Brasile                                                                | 2 – 0                                                                  | Serbia                                                                 | Mondiali 2022 - 1º turno                                               | -                                                                      |                                                                        |
| 28-11-2022                                                             | Doha                                                                   | Brasile                                                                | 1 – 0                                                                  | Svizzera                                                               | Mondiali 2022 - 1º turno                                               | -                                                                      |                                                                        |
| 2-12-2022                                                              | Lusail                                                                 | Camerun                                                                | 1 – 0                                                                  | Brasile                                                                | Mondiali 2022 - 1º turno                                               | -                                                                      | 55’                                                                    |
| 5-12-2022                                                              | Doha                                                                   | Brasile                                                                | 4 – 1                                                                  | Corea del Sud                                                          | Mondiali 2022 - Ottavi di finale                                       | -                                                                      |                                                                        |
| 9-12-2022                                                              | Al Rayyan                                                              | Croazia                                                                | 1 – 1 dts (4 – 2 dtr)                                                  | Brasile                                                                | Mondiali 2022 - Quarti di finale                                       | -                                                                      | 77’                                                                    |
| 17-6-2023                                                              | Cornellà de Llobregat                                                  | Brasile                                                                | 4 – 1                                                                  | Guinea                                                                 | Amichevole                                                             | -                                                                      |                                                                        |
| 20-6-2023                                                              | Lisbona                                                                | Brasile                                                                | 2 – 4                                                                  | Senegal                                                                | Amichevole                                                             | 1                                                                      | cap.                                                                   |
| 8-9-2023                                                               | Belém                                                                  | Brasile                                                                | 5 – 1                                                                  | Bolivia                                                                | Qual. Mondiali 2026                                                    | -                                                                      |                                                                        |
| 12-9-2023                                                              | Lima                                                                   | Perù                                                                   | 0 – 1                                                                  | Brasile                                                                | Qual. Mondiali 2026                                                    | 1                                                                      |                                                                        |
| 12-10-2023                                                             | Cuiabá                                                                 | Brasile                                                                | 1 – 1                                                                  | Venezuela                                                              | Qual. Mondiali 2026                                                    | -                                                                      |                                                                        |
| 17-10-2023                                                             | Montevideo                                                             | Uruguay                                                                | 2 – 0                                                                  | Brasile                                                                | Qual. Mondiali 2026                                                    | -                                                                      |                                                                        |
| 16-11-2023                                                             | Barranquilla                                                           | Colombia                                                               | 2 – 1                                                                  | Brasile                                                                | Qual. Mondiali 2026                                                    | -                                                                      |                                                                        |
| 21-11-2023                                                             | Rio de Janeiro                                                         | Brasile                                                                | 0 – 1                                                                  | Argentina                                                              | Qual. Mondiali 2026                                                    | -                                                                      | cap. 46’                                                               |
| 12-6-2024                                                              | Orlando                                                                | Stati Uniti                                                            | 1 – 1                                                                  | Brasile                                                                | Amichevole                                                             | -                                                                      |                                                                        |
| 24-6-2024                                                              | Inglewood                                                              | Brasile                                                                | 0 – 0                                                                  | Costa Rica                                                             | Coppa America 2024 - 1º turno                                          | -                                                                      |                                                                        |
| 28-6-2024                                                              | Paradise                                                               | Paraguay                                                               | 1 – 4                                                                  | Brasile                                                                | Coppa America 2024 - 1º turno                                          | -                                                                      |                                                                        |
| 2-7-2024                                                               | Santa Clara                                                            | Brasile                                                                | 1 – 1                                                                  | Colombia                                                               | Coppa America 2024 - 1º turno                                          | -                                                                      |                                                                        |
| 6-7-2024                                                               | Paradise                                                               | Uruguay                                                                | 0 – 0 (4 – 2 dtr)                                                      | Brasile                                                                | Coppa America 2024 - Quarti di finale                                  | -                                                                      |                                                                        |
| 6-9-2024                                                               | Curitiba                                                               | Brasile                                                                | 1 – 0                                                                  | Ecuador                                                                | Qual. Mondiali 2026                                                    | -                                                                      |                                                                        |
| 10-9-2024                                                              | Asunción                                                               | Paraguay                                                               | 1 – 0                                                                  | Brasile                                                                | Qual. Mondiali 2026                                                    | -                                                                      |                                                                        |
| 10-10-2024                                                             | Santiago del Cile                                                      | Cile                                                                   | 1 – 2                                                                  | Brasile                                                                | Qual. Mondiali 2026                                                    | -                                                                      |                                                                        |
| 15-10-2024                                                             | Brasília                                                               | Brasile                                                                | 4 – 0                                                                  | Perù                                                                   | Qual. Mondiali 2026                                                    | -                                                                      | cap.                                                                   |
| 14-11-2024                                                             | Maturin                                                                | Venezuela                                                              | 1 – 1                                                                  | Brasile                                                                | Qual. Mondiali 2026                                                    | -                                                                      | cap.                                                                   |
| 19-11-2024                                                             | Salvador                                                               | Brasile                                                                | 1 – 1                                                                  | Uruguay                                                                | Qual. Mondiali 2026                                                    | -                                                                      |                                                                        |
| 20-3-2025                                                              | Brasilia                                                               | Brasile                                                                | 2 – 1                                                                  | Colombia                                                               | Qual. Mondiali 2026                                                    | -                                                                      | cap.                                                                   |
| 25-3-2025                                                              | Buenos Aires                                                           | Argentina                                                              | 4 – 1                                                                  | Brasile                                                                | Qual. Mondiali 2026                                                    | -                                                                      | cap.                                                                   |
| 5-6-2025                                                               | Guayaquil                                                              | Ecuador                                                                | 0 – 0                                                                  | Brasile                                                                | Qual. Mondiali 2026                                                    | -                                                                      | cap.                                                                   |
| 10-6-2025                                                              | San Paolo                                                              | Brasile                                                                | 1 – 0                                                                  | Paraguay                                                               | Qual. Mondiali 2026                                                    | -                                                                      | cap.                                                                   |
| Totale                                                                 |                                                                        | Presenze                                                               | 99                                                                     |                                                                        | Reti                                                                   | 7                                                                      |                                                                        |

## Palmarès

### Club

#### Competizioni nazionali
- Campionato brasiliano: 1

Corinthians: 2011
- Coppa di Lega francese: 6  (record condiviso con Marco Verratti e Thiago Silva)

Paris Saint-Germain: 2013-2014, 2014-2015, 2015-2016, 2016-2017, 2017-2018, 2019-2020
- Campionato francese: 10 (record)

Paris Saint-Germain: 2013-2014, 2014-2015, 2015-2016, 2017-2018, 2018-2019, 2019-2020, 2021-2022, 2022-2023, 2023-2024, 2024-2025
- Supercoppa francese: 10  (record)

Paris Saint-Germain: 2013, 2014, 2015, 2017, 2018, 2019, 2020, 2022, 2023, 2024
- Coppa di Francia: 8 (record)

Paris Saint-Germain: 2014-2015, 2015-2016, 2016-2017, 2017-2018, 2019-2020, 2020-2021, 2023-2024, 2024-2025

#### Competizioni internazionali
- Coppa Libertadores: 1

Corinthians: 2012
- UEFA Champions League: 1

Paris Saint-Germain: 2024-2025
- Supercoppa UEFA: 1

Paris Saint-Germain: 2025

### Nazionale
- Oro olimpico: 1

Rio de Janeiro 2016
- Coppa America: 1

Brasile 2019

### Individuale
- Squadra della stagione della UEFA Champions League: 3

2019-2020, 2020-2021, 2024-2025
- Squadre ideale della Copa América: 1

Brasile 2021